# Okręg wyborczy Ayr
Okręg wyborczy Ayr powstał w 1950 r. i wysyłał do brytyjskiej Izby Gmin jednego deputowanego. Okręg obejmował miasta Ayr i Prestwick. Okręg został zniesiony w 2005 r.

## Deputowani do brytyjskiej Izby Gmin z okręgu Ayr
- 1950–1964: Thomas Moore, Partia Konserwatywna
- 1964–1992: George Younger, Partia Konserwatywna
- 1992–1997: Phil Gallie, Partia Konserwatywna
- 1997–2005: Sandra Osborne, Partia Pracy